# 東京地本彫画営業組合
東京地本彫画営業組合（とうきょうじほんちょうがえいぎょうくみあい）は、明治から大正時代にかけて東京に存在した、浮世絵版画などを扱う地本問屋の組合。

## 概要
寛政2年（1790年）に初鹿野信興が主導のもとに結成された江戸地本錦絵問屋組合がその起源である。明治7年（1874年）に組合は東京地本彫画営業組合と改称、結成時の会員に原胤昭、万屋孫兵衛らがおり、多くの版元が加盟していた。その後、明治14年（1881年）3月22日付けで東京府知事（日本橋区長進達）あてに「地本錦絵営業組合」（地本錦絵問屋仲買小売営業人組合）設立願が出された。この時の出願人は山中市兵衛（和泉屋）、林吉蔵（紅英堂）、大倉孫兵衛（万屋、錦栄堂）、植木林之助（海老林）、山本平吉（山本屋、栄久堂）、水野慶次郎（藤岡屋）、荒川藤兵衛（山口屋）、石川治兵衛（錦森堂）、辻岡文助（辻岡屋）、松木平吉（大黒屋）、堤吉兵衛（加賀屋）の11名であった。総代は松木平吉が務めており、この11名のうち、既に幕末に名を成した老舗の錦絵版元が10名で、唯一、大倉孫兵衛のみが明治になって活況となった新興の版元であった。出願当時、地本錦絵営業組合の組合員総数は115名であった。明治28年（1895年）当時の会員は126名であったが、これを機に会員数は減少していった。大正12年（1923年）9月1日に起こった関東大震災によって大半の版元が壊滅的な打撃をうけて存続の危機に瀕した時まで継続していた。
なお、関東大震災の後には東京書籍商懇話会となった。

## 歴代の組合長
- 明治7年から明治15年まで　松木平吉
- 明治16年から明治18年まで　辻岡文助
- 明治19年から明治20年まで　関口政治郎
- 明治21年から明治23年まで　小林鉄次郎
- 明治24年から明治25年まで　牧金之助
- 明治26年から明治27年まで　森本順三郎
- 明治28年から明治33年まで　井上茂兵衛
- 明治34年から明治37年まで　綱島亀吉（先代）
- 明治38年から大正10年まで　大川錠吉（先代）
- 大正11年から大正12年9月まで　岡村庄兵衛（先代）